# Eduoard Sezionale
Eduoard Sezionale (ur. 6 marca 1952 roku) – francuski kierowca wyścigowy.

## Kariera
Sezionale rozpoczął karierę w międzynarodowych wyścigach samochodowych w 1993 roku od startów w klasie GT 24-godzinnego wyścigu Le Mans, którego jednak nie ukończył. W późniejszych latach Francuz pojawiał się także w stawce International Sports Racing Series oraz Grand American Rolex Series.